# Fidelia
Fidelia is een geslacht van vliesvleugelige insecten van de familie Megachilidae.

## Soorten
- F. borearipa Whitehead & Eardley, 2003
- F. braunsiana Friese, 1905
- F. fasciata Whitehead & Eardley, 2003
- F. friesei (Brauns, 1926)
- F. hessei Whitehead & Eardley, 2003
- F. kobrowi Brauns, 1905
- F. major Friese, 1911
- F. ornata (Cockerell, 1932)
- F. pallidula (Cockerell, 1935)
- F. paradoxa Friese, 1899
- F. ulrikei Warncke, 1980
- F. villosa Brauns, 1902